# Jebel Ali Airport City
Jebel Ali Airport City (JAAC) war der Name eines geplanten Stadtteils in der Stadt Dubai, dessen Bau im Februar 2005 begonnen hat. Der Stadtteil wurde inzwischen in Jebel Ali Village umbenannt, da die Vorstellung, an einem Flughafen zu wohnen, keine Interessenten anlockte. Die Siedlung soll eine Fläche von 140 Quadratkilometern haben und mehrere kleinere Stadtteile unterbringen, die an die dort entstehende Luftfahrtindustrie angeschlossen sind. Das Herz des Stadtteils bildet der in Zukunft größte Flughafen der Welt, der Flughafen Dubai-World Central.

## Projekt
Das Projekt soll in mehreren Schritten verwirklicht werden. Den ersten Schritt soll mit der Dubai Logistics City und dem Bau des Flughafens gemacht werden. Die erste Phase des Projekts wird nach Schätzungen 500 Millionen Euro kosten.

## Stadtteile
Neben Dubai Logistics City werden noch weitere Stadtteile erbaut werden, darunter Commercial City, Aviation City und Residential City.

### Commercial City
Die Commercial City, „Stadt des Handels“, wird das Geschäfts- und Handelsviertel der JAAC. Des Weiteren sollen in der Stadt über 850 Wolkenkratzer errichtet werden, die bis zu 300 Meter hoch sind.

### Aviation City
Die Aviation City, „Stadt der Luftfahrt“, soll unzählige Unternehmen ansiedeln lassen, die in der Luftfahrt tätig sind.

### Residential City
In der Residential City, „Stadt des Wohnens“, sollen die Einwohner der JAAC und Touristen untergebracht werden.